# Banksia armata
Banksia armata es una especie de arbusto perteneciente a la familia de las proteáceas que es un endemismo de Australia Occidental.

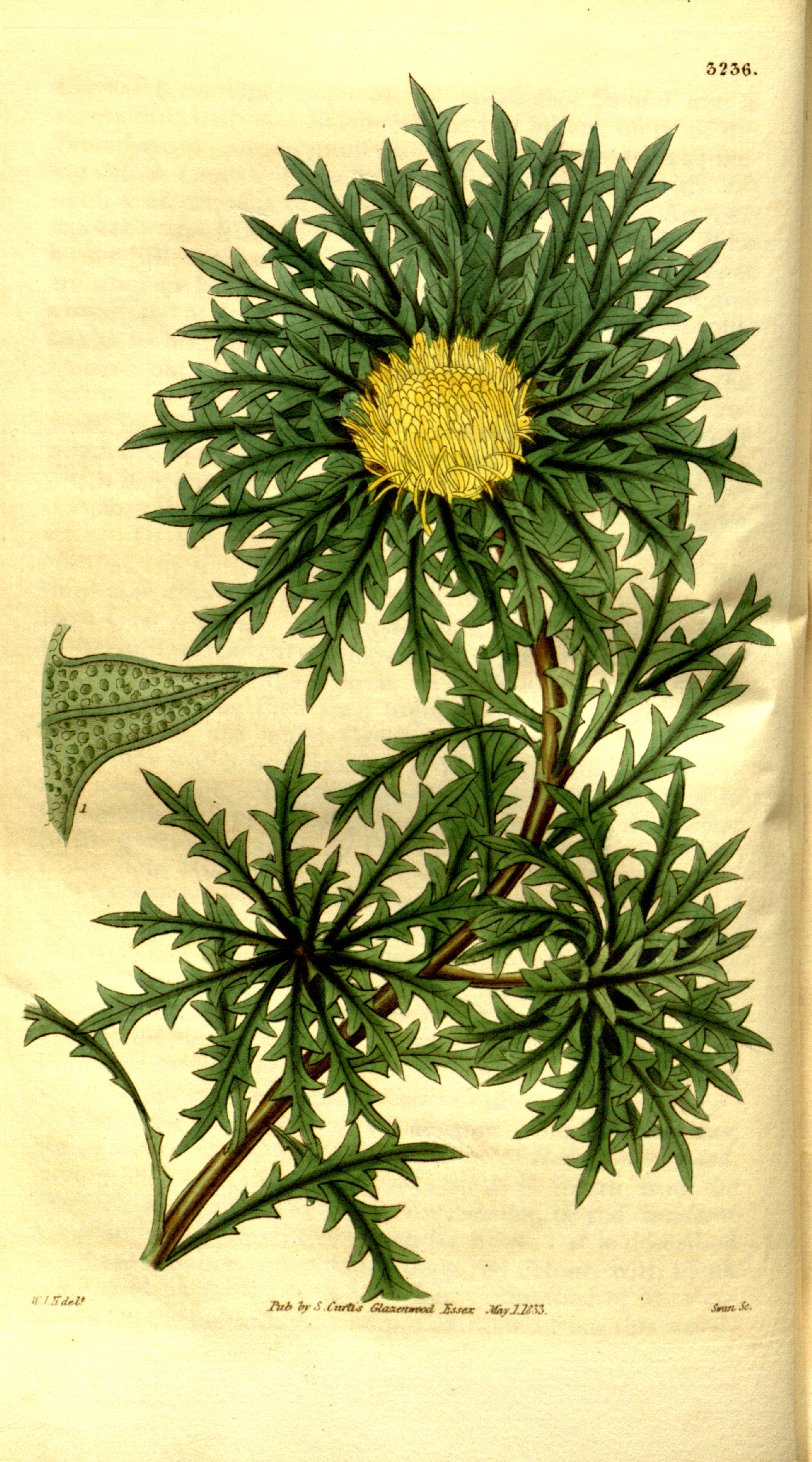
Ilustración

## Descripción
B. armata crece en forma de arbusto extendido o en posición vertical, que alcanza un tamaño de hasta 3 m de altura. Las hojas están serradas profundamente. Sus inflorescencias son generalmente de color amarillo brillante, pero pueden ser de color rosa.

## Distribución y hábitat
La especie está muy extendida en la mayor parte del suroeste. La distribución principal es entre Perth y Albany, pero también se produce cerca de Monte Lesueur en el norte, y entre Esperance e Israelite Bay, en la costa sur. Crece en suelo franco arenoso o en suelos rocosos entre el matorral alto o bajo arbolado.

## Taxonomía
Los especímenes de B. armata se recogieron por primera vez en King George Sound en diciembre de 1801 por Robert Brown. Brown publicó una descripción de la especie en 1810, nombrándolo Dryandra armata ; el epíteto específico es del latín armatus ("armado"), en referencia a las hojas fuertemente dentadas. Treinta años después, John Lindley publicó una nueva especie supuesta, que él nombró Dryandra favosa. Esto fue aceptado como especie por Carl Meissner en 1845, pero declarada sinónimo taxonómico de D. armata por él en 1856, y el último punto de vista fue tomado por George Bentham en 1870 su Flora Australiensis. En 1996, Alex George publicó D. a. var. ignicida, resultando en la creación automática de   D. a. var.armata. George también refinó la sinonimia de D. favosa a D. armata var armata. En 2007, todas las especies de Dryandra fueron trasladados a Banksia por Austin Mast y Kevin Thiele; [ 8 ] de ahí el nombre actual de esta variedad es Banksia armata (R.Br.) A.R.Mast & K.R.Thiele.